# Zębiełek kongijski
Zębiełek kongijski (Crocidura congobelgica) – gatunek ssaka owadożernego z rodziny ryjówkowatych (Soricidae). Występuje endemicznie w Demokratycznej Republice Konga w . Zamieszkuje nizinne lasy pierwotne. Przez około 90 lat badań znaleziono 7 osobników. W Czerwonej księdze gatunków zagrożonych Międzynarodowej Unii Ochrony Przyrody i Jej Zasobów został zaliczony do kategorii LC (niższego ryzyka). Zagrożeniem dla tego gatunku jest niszczenie ich siedlisk poprzez nielegalny wyrąb drzew i działalność górniczą.